# Friedrich Bendemann
Eduard Friedrich „Fritz“ Bendemann (* 19. Januar 1874 in Berlin; † 14. Dezember 1923 in Potsdam) war ein Ingenieur auf dem Gebiet der Luftfahrttechnik und Gründer der Deutschen Versuchsanstalt für Luftfahrt.
Bendemann war Urenkel des Bildhauers Johann Gottfried Schadow und Enkel des Malers Eduard Bendemann. Er studierte an der Technischen Hochschule Charlottenburg Maschinenbau und befasste sich vor allem mit dem Bereich Konstruktion. Zwischen 1910 und 1912 forschte und arbeitete er in Lindenberg am dortigen Aerodynamischen Laboratorium der Gesellschaft für Flugtechnik an der Technik der Luftschrauben. Im Juni 1912 gründete er dann in Adlershof (heute ein Ortsteil von Berlin) die Deutsche Versuchsanstalt für Luftfahrt, die auf dem Gelände des Flugplatzes Johannisthal-Adlershof Testflüge für die noch recht junge motorisierte Luftfahrt in Deutschland organisierte. Von Oktober 1912 bis Januar 1913 leitete Bendemann den ersten Kaiserpreis-Wettbewerb, der der Entwicklung moderner Flugzeugmotoren diente. Während des Ersten Weltkriegs diente er von Kriegsbeginn bis zum Frühjahr 1916 als Kommandeur einer Feldartillerie-Batterie und wurde im September 1914 mit dem Eisernen Kreuz I. Klasse ausgezeichnet. Im Anschluss war er zunächst in der Flugzeugmeisterei tätig, bevor er bei der Deutschen Versuchsanstalt für Luftfahrt für technische Aufgaben zuständig war. Nach dem Krieg war Bendemann Redakteur des wissenschaftlichen Teils der Zeitschrift für Flugtechnik und Motorluftschiffahrt, des Organs der Wissenschaftlichen Gesellschaft für Luftfahrt. Er führte den Titel eines Geheimen Regierungsrats und war Ministerialrat im Reichsverkehrsministerium, Abteilung für Luft- und Kraftfahrwesen. Bendemann gehörte dem Verein Deutscher Ingenieure (VDI) und dem Berliner Bezirksverein des VDI an.
Friedrich Bendemann war seit 1902 mit Irmgard, Tochter des preußischen Handelsministers Theodor von Möller, verheiratet. Das Ehepaar hatte drei Kinder.